# Karłowice Małe
Karłowice Małe est une localité polonaise de la voïvodie d'Opole et du powiat de Nysa.

## Histoire
De 1742 à 1945, Klein Karlshöh fait partie de l'arrondissement de Grottkau dans le district d'Oppeln au sein de la province de Silésie.